# Sergio Martino
Sergio Martino (nacido el 19 de julio de 1938) es un escritor y director de cine italiano
Sobrino del director Gennaro Righelli, hermano del productor Luciano Martino, es uno de los más grandes directores italianos del llamado cine de género, especialmente conocido por haber creado algunos de los títulos más importantes del Giallo.

## Carrera
Comenzó su carrera en los años sesenta como guionista y asistente de dirección, debutando detrás de la cámara en 1968 con el sexy documental Mille peccatti ... sin virtud.  En 1970 firmó su primer largometraje, el thriller erótico Lo strano vizio della signora Wardh, protagonizada por la entonces ascendente estrella del cine italiano Edwige Fenech. Le seguirán otros cuatro thrillers, todos muy exitosos, de los cuales dos también son interpretados por Fenech: Tutti i colori del buio (1972) y Il tuo vizio è una stanza chiusa e solo io ne ho la chiave (1972).
El gran éxito de público lo lleva a dedicarse a los géneros más dispares, desde el policíaco Milano trema: la polizia vuole giustizia (1973) a la comedia erótica Giovannona Coscialunga disonorata con onore (1973), pasando por el subgénero de caníbales La montagna del dio cannibale (1978), y el fantástico y de aventuras L'isola degli uomini pesce (1979), disfrutando del incansable aplauso del público y del desprecio de los críticos.
En el apogeo de su éxito, en 1973, vuela a Hong Kong con la intención de rodar una película con la estrella del cine de artes marciales Bruce Lee, pero el proyecto fracasa debido a diferencias con la producción extranjera.
En los años 80 dirige exitosos filmes de género como el [[thriller]] [[Assassinio al cimitero etrusco ]](1982) y el  post-atómico 2019 - Dopo la caduta di New York (1983), una película que logró ingresar al ranking de las diez más vistas en los Estados Unidos, en la cual firmó con los seudónimos de lengua inglesa de Christian Plummer y Martin Dolman. Posteriormente, en 1986, dirigió la película de acción Vendetta del futuro en la que siempre firma con el seudónimo de Martin Dolman. Morirá durante el rodaje de ésta, uno de los actores principales, Claudio Cassinelli, tras un incidente con un helicóptero, episodio que siempre será recordado con gran pena por el director.
En el mismo período también dirige muchas comedias de gran éxito como Acapulco, primera playa ... a la izquierda (1983) con Andrea Roncato y Gigi Sammarchi y el culto El entrenador en la pelota (1984) con Lino Banfi.
En la década de los noventa se dedicó esporádicamente al cine, por ejemplo dirigiendo dos thrillers eróticos (Spiando Marina y Graffiante desiderio), para luego dedicarse principalmente a la ficción. En 2008 volvió al cine dirigiendo The coach in the ball 2, secuela del culto de los ochenta. Su hija, Federica, es directora de cine como él.

## Filmografía

### Cine
- Mille peccati... nessuna virtù (1969)
- America un giorno (documentario, 1970)
- America così nuda, così violenta (1970)
- Arizona si scatenò... e li fece fuori tutti (1970)

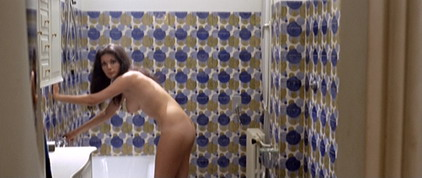
Una imagen de la película Lo strano vizio della signora Wardh

- Lo strano vizio della signora Wardh (1971)
- La coda dello scorpione (1971)
- Tutti i colori del buio (1972)
- Il tuo vizio è una stanza chiusa e solo io ne ho la chiave (1972)
- Giovannona Coscialunga disonorata con onore (1973)
- Milano trema: la polizia vuole giustizia (1973)
- I corpi presentano tracce di violenza carnale (1973)
- La bellissima estate (1974)
- Cugini carnali (1974)
- La polizia accusa: il Servizio Segreto uccide (1975)
- La città gioca d'azzardo (1975)
- Morte sospetta di una minorenne (1975)
- Spogliamoci così, senza pudor... (1976)
- 40 gradi all'ombra del lenzuolo (1976)
- Mannaja (1977)
- La montagna del dio cannibale (1978)
- Sabato, episodio di Sabato, domenica e venerdì (1979)
- L'isola degli uomini pesce (1979)
- Il fiume del grande caimano (1979)
- Zucchero, miele e peperoncino (1980)
- La moglie in vacanza... l'amante in città (1980)
- Spaghetti a mezzanotte (1981)
- Cornetti alla crema (1981)
- Assassinio al cimitero etrusco (1982)
- Ricchi, ricchissimi... praticamente in mutande (1982)
- Acapulco, prima spiaggia... a sinistra (1982)
- Se tutto va bene siamo rovinati (1983)
- Occhio, malocchio, prezzemolo e finocchio (1983)
- 2019 - Dopo la caduta di New York (1983)
- L'allenatore nel pallone (1984)
- Mezzo destro mezzo sinistro - 2 calciatori senza pallone (1985)
- Vendetta dal futuro (1986)
- Qualcuno pagherà? (1987)
- Casablanca Express (1989)
- Mal d'Africa (1990)
- Sulle tracce del condor (1990)
- American Risciò (1990)
- Spiando Marina (1992)
- Un orso chiamato Arturo (1992)
- Graffiante desiderio (1993)
- Mozart è un assassino (1999)
- L'allenatore nel pallone 2 (2008)

### Televisión
- Doppio misto (1985)
- Ferragosto OK (1986)
- Caccia al ladro d'autore (1986) (solo quattro episodi)
- Provare per credere (1987)
- Un’australiana a Roma (1987)
- La famiglia Brandacci (1987)
- Rally (1988)
- Delitti privati (1993)
- La regina degli uomini pesce (1995)
- Padre papà (1996)
- Mamma per caso (1997)
- L'ispettore Giusti (1999)
- Cornetti al miele (1999)
- A due passi dal cielo (1999)
- Il cielo tra le mani (2000)
- L'ultimo rigore (2002)
- Una donna scomoda (2004)
- Carabinieri 5 (2005)
- Carabinieri 6 (2006)
- L'ultimo rigore 2 (2006)
- Il paese delle piccole piogge (2012)

### Guionista
- Per 100.000 dollari t'ammazzo, dirigida por Giovanni Fago (1967)
- I segreti delle città più nude del mondo, dirigida por Luciano Martino (1971)
- Gratta e vinci, dirigida por Ferruccio Castronuovo (1996)

### Director de Fotografía
- 7 pistole per un massacro, dirigida por Mario Caiano (1968)

- Datos: Q983071